# Хадакта
Хада́кта (рос. Хадакта) — село у складі Ульотівського району Забайкальського краю, Росія. Входить до складу Хадактинського сільського поселення.

## Населення
Населення — 872 особи (2010; 1014 у 2002).
Національний склад (станом на 2002 рік):
- росіяни — 97 %